# Hoyos Miksa
Gróf Hoyos Miksa Viktor Hubert Félix (Pozsony, 1874. november 20. – Budapest, 1956. július 20.) agrárpolitikus, földbirtokos.

## Élete
A gróf Hoyos család sarja. Idősebb gróf Hoyos Miksa (1841–1883), császári kamarás, és báró Wenckheim Teréz (1853–1941) fiaként született. Apai nagyszülei gróf Hoyos Henrik (1804-1854), valamint zicsi és vázsonykői Zichy Felicia (1809–1880) grófnő voltak. Anyai nagyszülei báró Wenckheim Viktor (1815-1900), magyar főrendiház örökös tagja, és nagyapponyi gróf Apponyi Mária (1821–1883) voltak. Idősebb gróf Hoyos Miksa fivére, gróf Hoyos József kamarás volt. ifjabb gróf Hoyos Miksának egyik leány testvére volt: gróf Hoyos Terézia (1882-1953), aki gróf Széchenyi Géza (1860-1930) neje lett.
Középiskoláit és jogi tanulmányait Grazban végezte, majd a Magyaróvári Gazdasági Akadémián szerzett oklevelet. Tanulmányait befejezve önkéntes évét a 8-as huszároknál szolgálta le, aminek befejezte után tartalékos hadnagy lett, és átvette Somogy vármegyei birtokának vezetését, miután hamarosan országos hírű gazda lett.
Hoyos Miksát 1956 július 20-án Budapesten érte a halál.

## Házassága és leszármazottjai
1889. május 3.-án Pozsonyban nőül vette báró pallini Inkey Ágnes Jolánta Iphygenia Gabriella (Iharosberény, 1872. október 2.–Budapest, 1950. június 20.) kisasszonyt, akinek a szülei báró pallini Inkey István (1842-1905), főrendiház örökös tagja, földbirtokos, és vásárosnaményi báró Eötvös Jolán (1847-1909) voltak. Báró Inkey Ágnes nagybátyja, báró Eötvös Loránd miniszter volt. Hoyos Miksának két fia született báró Inkey Ágnestől: 
- gróf Hoyos József (Németlad, 1900. március 23. – Horn, 1977. szeptember 20.), diplomás mezőgazdász, közgazdász mérnök.[8] Felesége: radványi és sajókazi báró Radvánszky Éva (1907-1979) volt.
- gróf Hoyos Béla (Németlad, 1901. július 2. – Budapest, 1978. augusztus 23.), diplomás gépészmérnök.[9] Neje: széki gróf  Teleki Hanna (1901-1988), aki gróf Teleki Béla zalai főispánnak a húga volt.[10]

A második felesége Sziberth Rozália (1895-1979), Szilberth Arthur (1856-1902) királyi főmérnök, és Mile Irén lánya volt, akit 1950. július 8.-án vett el Budapesten .

## Munkássága
Közéleti tevékenységét nagyrészt a gazdák mozgalmainak szentelte.
- Elnöke volt a Somogy megyei Gazdasági Egyesületnek.
- Alapító- és igazgatási tagja volt a Gazdák Biztosító Szövetkezetének és a Mezőgazdfák Szövetkezetének.
- A Dunántúli Bank- és Takarékpénztár Rt. és a Trans-Danubia Egyesült Gőzmalom Rt. alapító elnöke.
- 1906-ban az ekkor megalakult Kaposvári Vasöntöde és Gépgyár Részvénytársaság Igazgatósági elnöke.
- 1927-től az Országos Mezőgazdasági Kamara elnöke.